# Маккиннон, Натан
На́тан Макки́ннон (англ. Nathan MacKinnon; род. 1 сентября 1995, Галифакс) — канадский хоккеист, центральный нападающий клуба НХЛ «Колорадо Эвеланш». Специалистами считается одним из сильнейших игроков современности, был выбран «Эвеланш» под общим 1-м номером на драфте НХЛ 2013 года. Обладатель «Колдер Трофи» 2014 года. Чемпион мира 2015 года. Обладатель Кубка Стэнли 2022 года.

## Клубная карьера
В 2011 году Натан был выбран командой «Бе-Комо Драккар» под первым общим номером на драфте новичков QMJHL. Однако вскоре права на спортивную деятельность хоккеиста перешли в клуб «Галифакс Мусхедз», как результат громкого обмена. Так, за Маккиннона были отданы права на Карла Желина и Франсиса Трибуде, а также три выбора в первом раунде драфта новичков Квебекской лиги (один выбор в 2012 году, и ещё два — в 2013).

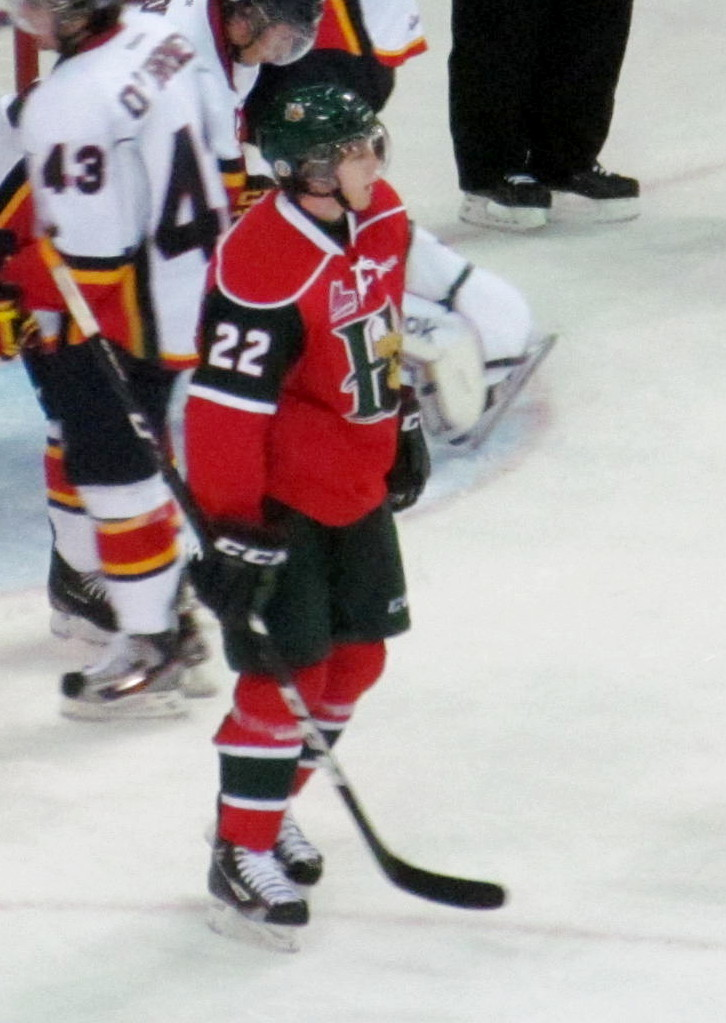
Маккиннон в составе «Галифакс Мусхедз» в 2012 году

За два следующих сезона, которые игрок провёл в клубе, он сумел в 102 играх «регулярки» набрать 153 (63+90) очка за результативность и ещё 61 (24+37) очко в 34 матчах плей-офф. В 2013 году успешная игра нападающего помогла «Галифаксу» получить первый в истории Президентский кубок (вручается победителю Главной юниорской хоккейной лиги Квебека).
В мае того же года «Галифакс», как победитель Квебекской лиги, получил возможность побороться за Мемориальный кубок. В 4 матчах турнира Натан набрал 13 (7+6) очков, включая два хет-трика (один из них в финале). Это позволило Маккиннону стать не только лучшим бомбардиром соревнования, но и быть признанным самым ценным игроком турнира, в котором его команда победила, и впервые в своей истории завоевала главный трофей молодёжного хоккея Канады.
Несмотря на то, что в преддрафтовых рейтингах Натан занимал второе место (после американского защитника Сета Джонса), успешная игра хоккеиста в Мемориальном Кубке поспособствовала тому, что именно Маккиннон был выбран под общим первым номером на драфте НХЛ 2013 года командой «Колорадо Эвеланш».
Дебютировал в НХЛ 2 октября 2013 года в матче против «Анахайм Дакс», в котором отдал 2 результативные передачи. Первую шайбу забросил в пятом матче в ворота «Вашингтон Кэпиталз». Набрав в сезоне 2013/14 63 очка и выйдя с «Колорадо» в плей-офф, получил «Колдер Трофи» как лучший новичок сезона.
100-е очко в НХЛ Маккиннон набрал 24 февраля 2015 года в игре против «Нэшвилл Предаторз», отметившись результативной передачей. А в предыдущей игре против клуба «Тампа-Бэй Лайтнинг» сделал первый в карьере хет-трик. 6 марта 2015 года Натану диагностировали перелом ноги, из-за чего он не смог доиграть сезон до конца.
В сезоне 2015/16 сделал второй хет-трик, трижды поразив ворота «Сан-Хосе Шаркс». По окончании сезона подписал с «Колорадо» 7-летний контракт на $ 44,1 млн, став самым высокооплачиваемым игроком команды.

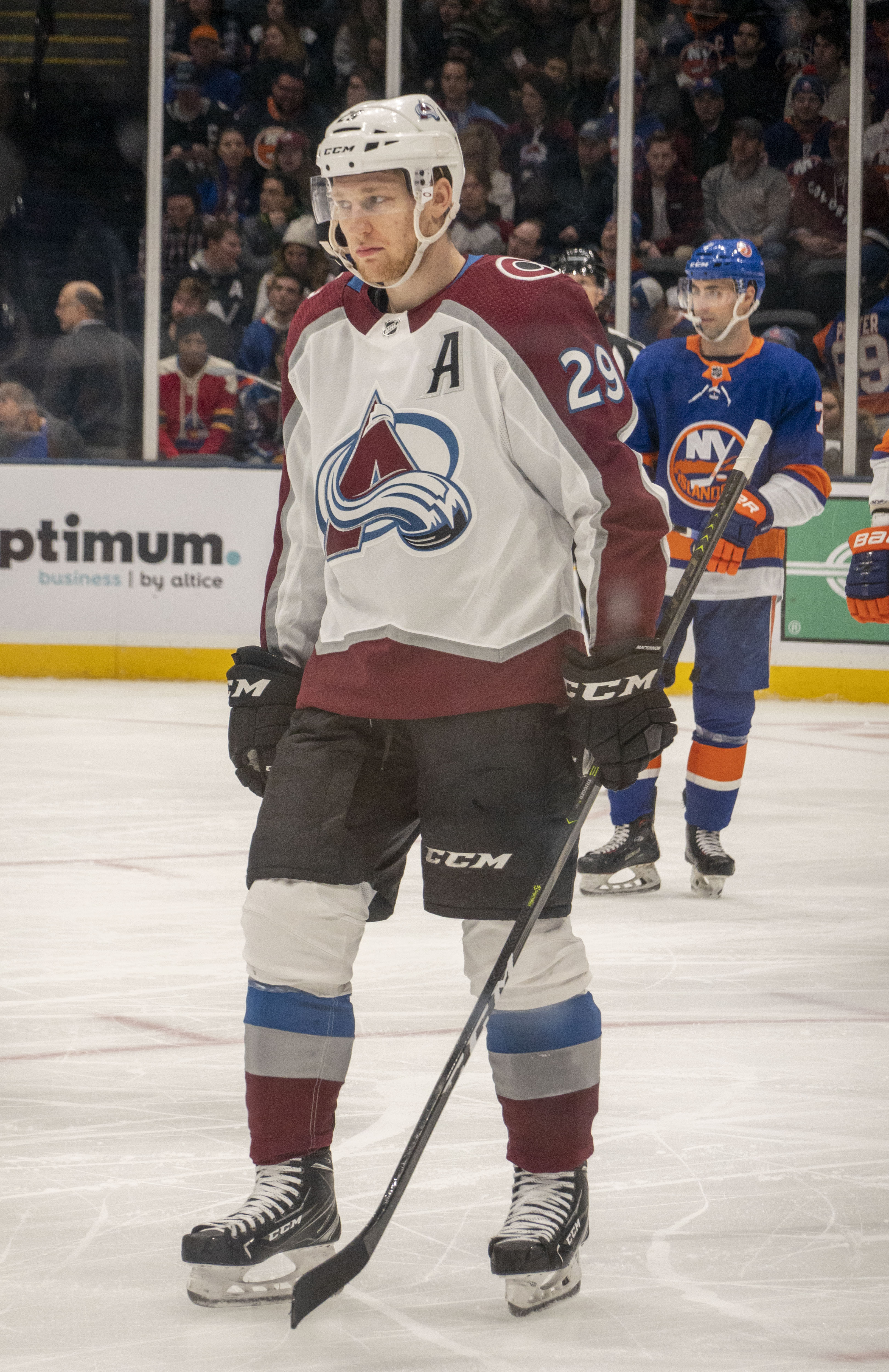
Маккиннон в 2020 году

Сезон 2016/17 был для «Эвеланш» худшим в истории клуба — команда набрала всего 48 очков, что стало самым слабым результатом за последние 17 лет. Но несмотря на это, Маккиннон даже улучшил свой прошлогодний результат на 1 очко и впервые стал лучшим бомбардиром команды.
В следующем сезоне после обмена Дюшена Маккиннон стал лидером команды. Дважды по ходу сезона Натан набирал 5 очков за матч, был признан первой звездой ноября в НХЛ, дважды выдавал результативные серии — 9 и 14 матчей подряд с набранными очками. В конце января получил травму и пропустил 10 игр. По итогам сезона набрал 97 очков и вышел с командой в плей-офф. В серии первого раунда против «Нэшвилла» набирал очки в 4 из 6 игр, но «Эвеланш» уступили в серии со счётом 2-4. По итогам сезона был номинирован на «Тед Линдсей Эворд» и «Харт Трофи».
В сезоне 2018/19 провёл все 82 игры регулярного чемпионата, в которых набрал 99 очков (41+58), став седьмым бомбардиром сезона. В первом раунде плей-офф «Эвеланш» неожиданно легко прошли одну из лучших команд регулярного чемпионата «Калгари Флэймз» (4-1), Маккиннон забросил победную шайбу в овертайме во втором матче серии. Во втором раунде «Эвеланш» проиграли «Сан-Хосе Шаркс» в семи матчах (3-4). В 12 матчах плей-офф Маккиннон набрал 13 очков (6+7).
В сезоне 2019/20 в 69 матчах регулярного чемпионата набрал 93 очка (35+58), став пятым бомбардиром (вторым среди канадцев после Коннора Макдэвида из «Ойлерз»). Плей-офф Кубка Стэнли стал самым успешным в карьере Натана. Он набирал очки в первых 14 матчах плей-офф подряд, ранее это удавалось только трём хоккеистам в истории НХЛ, последний раз — Марку Мессье в 1988 году. В этих 14 матчах Натан набрал 25 очков (9+16), последний раз в первых 14 матчах плей-офф столько удавалось набрать Уэйну Гретцки в 1993 году. В серии с «Далласом» «Колорадо» сумел сравнять счёт, проигрывая 1-3, но в седьмом матче уступил со счётом 4:5 в овертайме, а Маккиннон впервые за 15 матчей не набрал ни одного очка.
В сезоне 2020/21 пропустил несколько игр из-за травмы и в итоге набрал 65 очков (20+45) в 48 матчах при показателе полезности +22, заняв восьмое место в списке лучших бомбардиров. В плей-офф «Эвеланш» в первом раунде разгромили «Сент-Луис» (4-0, во втором матче Маккиннон сделал хет-трик), но во втором раунде уступили «Вегасу» (2-4). Маккиннон в 10 матчах набрал 15 очков (8+7) и попал в 10-ку лучших бомбардиров плей-офф, несмотря на ранний вылет «Колорадо».
Удачно начал сезон 2021/22, набирая очки в 21 из первых 22 сыгранных матчей. 6 января 2022 года набрал 5 очков (1+4) в игре против «Виннипега». 17 января 2022 года в своей 599-й игре в НХЛ набрал 600-е очко. 13 апреля набрал 5 очков (3+2) в игре против «Лос-Анджелес Кингз» (9:3). Всего в регулярном сезоне набрал 88 очков (32+56) в 65 матчах. 25 мая набрал 4 очка (3+1) в пятом матче серии плей-офф против «Сент-Луис Блюз», однако в этом матче «Эвеланш» упустили победу в овертайме, хотя вели 3:0. Это был второй в карьере Маккиннона хет-трик в матче плей-офф НХЛ.
20 сентября 2022 года подписал с «Эвеланш» новый 8-летний контракт на сумму 100,8 млн $. 
В сезоне 2022/23 набрал 111 очков (42+69) в 71 игре, впервые в карьере преодолев отметку в 100 очков за сезон. Натан установил также личные рекорды по голам и передачам. Маккиннон стал пятым бомбардиром сезона, при это все набравшие больше очков сыграли не менее 80 матчей. 1 декабря 2022 года набрал 5 очков (2+3) в игре против «Баффало» (6:4). 14 апреля 2023 года набрал 4 очка (3+1) в игре против «Нэшвилла» (3:1). Это был шестой хет-трик Маккиннона в НХЛ и 4-й в регуляных сезонах.

### Сезон 2023/24: 140 очков в регулярном чемпионате
21 декабря 2023 года набрал 5 очков (4+1) в игре против «Оттавы» (6:4) и был признан первой звездой дня в НХЛ. Маккиннон впервые забросил более трёх шайб за один матч в НХЛ. Ранее никто в составе «Эвеланш» не забрасывал более трёх шайб за матч (это случалось только до переезда франшизы из Квебека). Второй гол Маккиннона стал для него 300-м в НХЛ, он также довёл свою результативную серию до 17 матчей подряд. 24 января набрал 5 очков (4+1) в игре против «Вашингтона» (6:2). 4 и 6 марта в двух матчах подряд набирал по 4 очка. Всего в 6 матчах с 24 февраля по 6 марта набрал 16 очков (6+10). 9 апреля сделал хет-трик в ворота «Миннесоты» (5:2). Всего в сезоне 2023/24 набрал 140 очков (51+89) в 82 матчах (1,71 очка в среднем за игру) при показателе полезности +35. Маккиннон стал третьим хоккеистом НХЛ в XXI веке, набравшим за сезон не менее 140 очков, после Коннора Макдэвида и Никиты Кучерова. Маккиннон занял второе место в сезоне по набранным очкам (после Кучерова), третье место по передачам и 4-е место по заброшенным шайбам. Он установил личные рекорды по всем основным показателям, причём по шайбам он превысил прежнее достижение на 9, по передачам — на 20, а по очкам — на 29.
В первом раунде плей-офф набрал 9 очков (2+7) в 5 матчах против «Виннипега», «Колорадо» выиграл серию 4-1. Во втором раунде «Эвеланш» проиграли «Далласу» 2-4, Маккиннон в 6 матчах набрал 5 очков (2+3).

### Сезон 2024/25: 1000 очков за карьеру в НХЛ
В первом матче сезона против «Вегаса» (4:8) набрал 2 очка (0+2) и преодолел отметку в 900 очков в НХЛ, затратив на это 792 матча. Набирал очки в первых 13 матчах сезона подряд. Маккиннон стал вторым в истории хоккеистом, кому удавалось набирать очки в 13 матчах со старта сезона более одного раза за карьеру (Гретцки это удавалось 4 раза). 5 ноября набрал 5 очков (0+5) в матче против «Сиэтла» (6:3). 7 ноября результативная серия Маккиннона прервалась в матче против «Виннипега» (0:1), но уже 9 ноября набрал 4 очка (1+3) в игре против «Каролины» (6:4). 3 декабря впервые в сезоне забросил более одной шайбы за матч — 2+1 в игре против «Баффало» (5:4). 10 декабря набрал 5 очков (1+4) в матче против «Питтсбурга» (6:2). Это был 9-й случай в карьере Маккиннона, когда он набрал 5 очков за матч НХЛ и второй за месяц с небольшим. В этой же игре 5 очков (3+2) набрал и партнёр Маккиннона по звену Микко Рантанен.
10 марта 2025 года стал 100-м хоккеистом в истории НХЛ, набравшим 1000 очков в регулярных сезонах. Маккиннон затратил на это 856 матчей. Всего в сезоне 2024/25 набрал 116 очков (32+84) в 79 матчах, третий раз подряд преодолев отметку в 110 очков за сезон.
В плей-офф «Эвеланш» уступили в первом раунде «Далласу» (3-4). В седьмом матче «Эвеланш» вели 2:0 в третьем периоде, но пропустили 4 шайбы за последние 13 минут матча, при чём хет-трик в составе «Далласа» сделал бывший многолетний лидер «Эвеланш» Микко Рантанен, обменянный из клуба по ходу сезона 2024/25. Маккиннон в 7 матчах плей-офф набрал 11 очков (7+4).

## Международные игры
В декабре 2012 года в возрасте 17 лет Маккиннон был приглашён в состав молодёжной сборной Канады (U-20) на чемпионат мира 2013 года, который проходил в Уфе. Турнир оказался откровенно неудачным для нападающего: в шести матчах Маккиннон отдал лишь одну результативную передачу.
Победитель чемпионата мира 2015 в составе сборной Канады, серебряный призёр 2017 года. Участник Кубка мира 2016 года в составе сборной Северной Америки (до 23 лет).
В 2025 году был включён в состав сборной на чемпионат мира в Швеции и Дании. На турнире набрал 13 очков (7+6) в 8 матчах, канадцы заняли первое место в своей группе, но затем сенсационно проиграли в 1/4 финала команде Дании (1:2), хотя вели 1:0 за 2,5 минуты до конца третьего периода.

## Статистика
| Легенда | Легенда                    | Легенда | Легенда                   | Легенда | Легенда    |
| ------- | -------------------------- | ------- | ------------------------- | ------- | ---------- |
| И       | Количество проведённых игр | Штр     | Штрафное время            | +/−     | Плюс-минус |
| Г       | Голы                       | П       | Голевые передачи          | О       | Очки       |
| -       | Статистика неизвестна      | —       | Статистика не учитывалась |         |            |

## Награды
| Награда                                | Год                                |        |
| -------------------------------------- | ---------------------------------- | ------ |
| CHL / QMJHL                            |                                    |        |
| Эд Чиновет Трофи                       | 2013                               |        |
| Обладатель Мемориального кубка         | 2013                               |        |
| Стэффорд Смайт Мемориал Трофи          | 2013                               |        |
| Сборная всех звёзд Мемориального кубка | 2013                               | [ 15 ] |
| НХЛ                                    |                                    |        |
| Колдер Трофи                           | 2014                               |        |
| Сборная всех новичков                  | 2014                               |        |
| Вторая сборная всех звёзд НХЛ          | 2018                               |        |
| Участник матча всех звёзд (6)          | 2017, 2018, 2019, 2020, 2023, 2024 |        |
| Леди Бинг Трофи                        | 2020                               |        |
| Обладатель Кубка Стэнли                | 2022                               |        |
| Тед Линдсей Эворд                      | 2024                               |        |
| Харт Мемориал Трофи                    | 2024                               |        |